# Carlo Borzone
Carlo Borzone (Genova, ... – Genova, 1657) è stato un pittore italiano.

## Biografia
Carlo era figlio ed allievo di Luciano Borzone e fratello di Francesco e Giovanni Battista, tutti pittori.
Si distinse come ritrattista, al pari del padre e del fratello Giovanni Battista.
Nessuna delle opere di Carlo si è conservata ma, si sa che collaborò con il padre ed il Giovanni Battista e che realizzò un ritratto ed altre opere minori per il duca di Mantova Carlo II di Gonzaga-Nevers.
Morì nel 1657 durante l'epidemia di peste che spopolò la città di Genova.

## Opere
- Ritratto di Carlo II di Gonzaga-Nevers, perduta.[1]